# Zdeněk Ševčík
Zdeněk Ševčík (* 3. března 1981) je bývalý český fotbalista, útočník. 

## Fotbalová kariéra
V české lize hrál za SK Hradec Králové. Nastoupil v jediném ligovém utkání posledního kola ročníku 1999/2000 proti Příbrami. V nižších soutěžích hrál i za FK Atlantic Slovan Pardubice, SK Týniště nad Orlicí, TJ Sokol Dobříkov, RMSK Cidlina Nový Bydžov a TJ Jiskra Prasek.

## Ligová bilance
| Ročník                            | Zápasy | Góly | Klub                         |
| --------------------------------- | ------ | ---- | ---------------------------- |
| Česká fotbalová liga 1999/2000    | -      | 5    | SK Hradec Králové „B“        |
| Gambrinus liga 1999/2000          | 1      | 0    | SK Hradec Králové            |
| Česká fotbalová liga 2000/2001    | -      | 3    | SK Hradec Králové „B“        |
| Česká fotbalová liga 2001/2002    | -      | 2    | SK Hradec Králové „B“        |
| 2. česká fotbalová liga 2003/2004 | 12     | 2    | FK Atlantic Slovan Pardubice |
| CELKEM 1. česká liga              | 1      | 0    |                              |